# Урхобо (народ)
Урхобо (уробо) — этническая группа, проживающая в южной Нигерии, главным образом, в штате Дельта.

## Язык
Урхобо разговаривают на языке урхобо, относящегося к нигеро-конголезским языкам. Родственным языком является исоко. Так что первоначально европейские исследователи называли оба языка собо (сегодня этот термин не применяется ни к одному из языков). Кроме того урхобо используют особую форму пиджинизированного английского языка.

## История
Согласно собственным легендам, урхобо прибыли в Варри из области Агбара-Отор и Окпаре (англ. Agbarha-Otor и Okpare) (север современного штата Дельта в Нигерии) в XIII в.
Однако, согласно исторической традиции других этнических групп, проживающих в Варри, урхобо прибыли на территорию современного города, в связи с внутренними усобицами, во время пребывания у власти там традиционного правителя итсекири олу Ираме (1546—1588) и попросили разрешения поселиться там, на что получили положительный ответ.

## Этнический конфликт в Варри
В городе Варри на протяжении нескольких десятилетий конфликтуют за верховенство в местных административных органах и первоочередное право получения работы в нефтегазовой сфере.
Конфликт привел к кровавым столкновениям в 1997—1999 годах, а также в начале 2000-х годов, вплоть до подписания мирного договора в 2004 году. В Варри и в окрестностях города проживают 4 основных клана иджо: огбе-иджо, гбарамату, исаба и эгбема.

## Социальная организация
Этнос включает в себя более 20 кланов, наиболее крупным из которых является окпе, оломо и пр. Традиционный правитель носит титул Овие, его жена — Овиейя, а дети — Омо Овие (дети короля).

## Культура
Религиозные представления и культурные традиции связаны с водой (рекой Нигер). Урохобо устраивают ежегодные «рыбные фестивали», в том числе двухдневный фестиваль Охвору, посвященный одноименному божеству. Всего в мифологии урхобо насчитывает более 1000 богов (ejo), в том числе однорукий, одноногий бог ветра, держащий зеркало Азиза. Традиционным является также гадание при помощи раковин-каури.